# Colladonus clathrus
Colladonus clathrus är en insektsart som beskrevs av Delong 1946. Colladonus clathrus ingår i släktet Colladonus och familjen dvärgstritar. Inga underarter finns listade i Catalogue of Life.